# Reisdorf
Reisdorf (en luxemburgués: Reisduerf) es una comuna y un pequeño pueblo en el noreste de Luxemburgo, por este pueblo pasa el río Sauer y el río Wäiss Iernz. Forma parte del cantón de Diekirch y del Distrito de Diekirch.

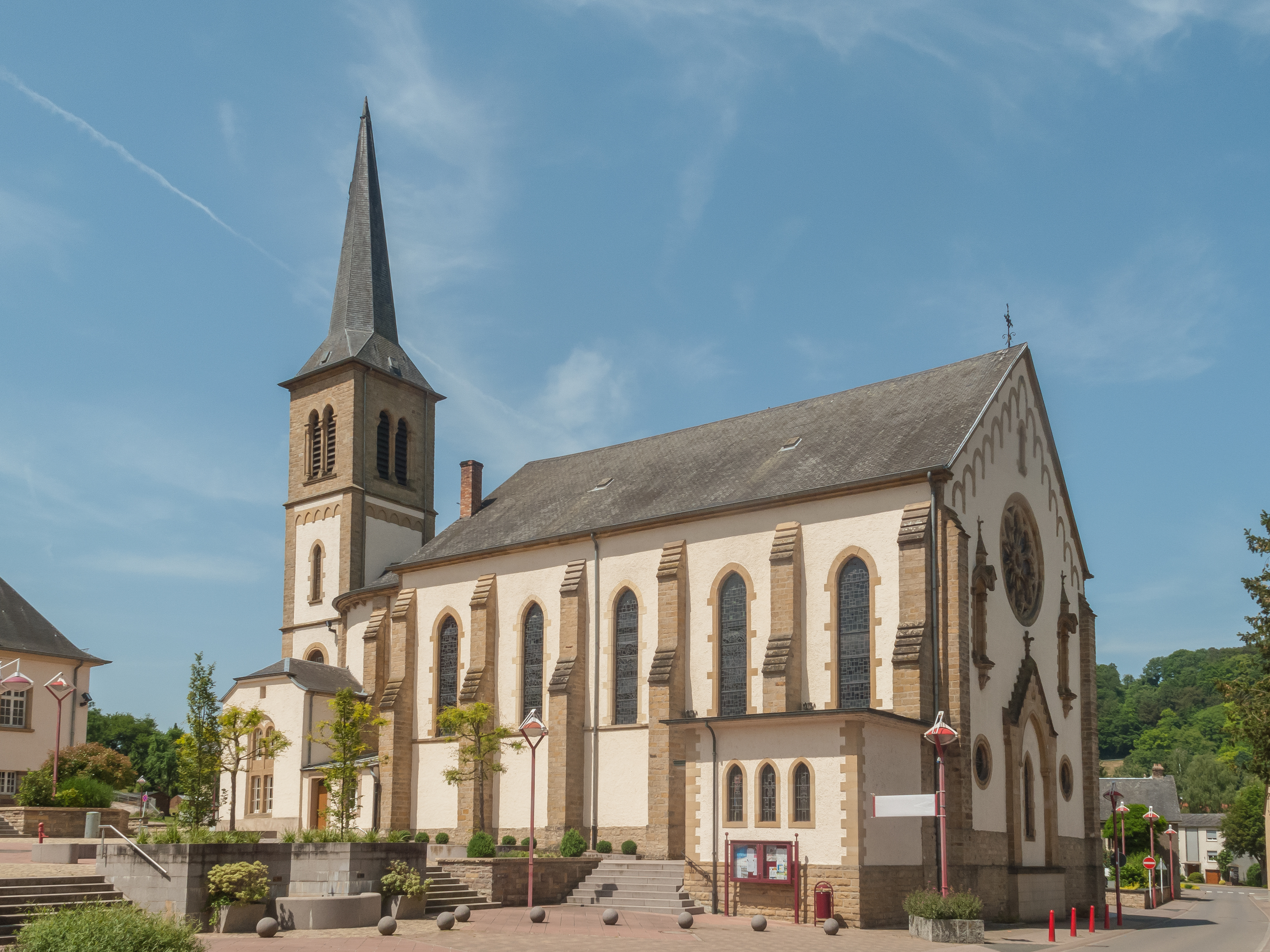
Iglesia: l'église Saint-Barthélemy

## Localidades
- Beeforterheed
- Bigelbaach
- Goberhaff
- Héischdref
- Reisduerf
- Wallenduerfer-Bréck

- Wikimedia Commons alberga una categoría multimedia sobre Reisdorf.

- Datos: Q985196
- Multimedia: Reisdorf (Luxembourg) / Q985196